# Second Round's on Me
Second Round's on Me är Obie Trice andra album från 2006. Artister som medverkar är Big Herc, 50 Cent, Eminem & Akon

## Låtlista
1. Intro
2. Wake Up
3. Violent
4. Wanna Know
5. Lay Down
6. Snitch
7. Cry Now
8. Ballad of Obie Trice
9. Jamaican Girl
10. Kill Me a Mutha
11. Out of State
12. All of My Life
13. Ghetto ft. Trey Songz
14. There They Go
15. Mama ft. Trey Songz
16. 24s
17. Everywhere I Go
18. Obie Story